# Chirirbandar
Chirirbandar (en bengali : চিরিরবন্দর) est une upazila du Bangladesh dans le district de Dinajpur. En 1991, on y dénombrait 232 409 habitants.